# Srednji Globodol
Srednji Globodol – wieś w Słowenii, w gminie Mirna Peč. W 2018 roku liczyła 62 mieszkańców.